# Norrholmen, Iniö
Norrholmen är en ö i Finland.   Den ligger i kommunen Pargas i landskapet Egentliga Finland, i den sydvästra delen av landet, 200 km väster om huvudstaden Helsingfors. Arean är 0,81 kvadratkilometer.
Terrängen på Norrholmen är mycket platt. Öns högsta punkt är 20 meter över havet. Den sträcker sig 1,1 kilometer i nord-sydlig riktning, och 1,4 kilometer i öst-västlig riktning.  I omgivningarna runt Norrholmen växer i huvudsak barrskog. Svedjeholmen, Söderholmen och Norrholmen har vuxit ihop och formar den nuvarande Norrholmen. Grannholmen Kupmo håller på att växa ihop med Norrholmen också. Holmarna ligger västra sidan om Iniölandet.